# Ansor Muchamaddowudowitsch Chabibow
Ansor Muchamaddowudowitsch Chabibow (russisch Ансор Мухамаддовудович Хабибов; * 20. Juli 2003 in Sarikischtij, Tadschikistan) ist ein russischer Fußballspieler.

## Karriere
Chabibow begann seine Karriere bei Arsenal Tula. Im September 2016 wechselte er in die Akademie von Master-Saturn Jegorjewsk. Im März 2018 kehrte er wieder nach Tula zurück. Dort debütierte er dann im August 2021 auch für die Reserve in der drittklassigen Perwenstwo PFL. Im Dezember 2021 stand er erstmals im Kader der Profis. Sein Debüt für diese in der Premjer-Liga gab er anschließend im März 2022 gegen Krylja Sowetow Samara. In der Saison 2021/22 kam er insgesamt zu acht Einsätzen im Oberhaus, aus dem er mit Arsenal abstieg, sowie zu vier Drittligaeinsätzen für Arsenal-2.